# Long Beach (Washington)
Pour les articles homonymes, voir Long Beach.
Long Beach est une ville du Comté de Pacific dans l'État de Washington.
Elle a été fondée sous le nom Tinkerville en 1880, et officiellement incorporée en 1922.
Sa population était de 1 392 habitants en 2010.

## Climat
| Mois                                  | jan.     | fév.     | mars    | avril   | mai     | juin    | jui.    | août    | sep.    | oct.    | nov.    | déc.     | année    |
| ------------------------------------- | -------- | -------- | ------- | ------- | ------- | ------- | ------- | ------- | ------- | ------- | ------- | -------- | -------- |
| Température minimale moyenne (°C)     | 2,2      | 1,9      | 2,9     | 4,6     | 7,3     | 9,4     | 11      | 10,9    | 8,8     | 5,7     | 3,4     | 2,1      | 5,8      |
| Température moyenne (°C)              | 5,8      | 6,1      | 7,2     | 8,7     | 11,1    | 13      | 14,7    | 15      | 13,8    | 10,6    | 7,4     | 5,6      | 9,9      |
| Température maximale moyenne (°C)     | 9,3      | 10,2     | 11,3    | 12,8    | 14,9    | 16,7    | 18,4    | 19,2    | 18,9    | 15,4    | 11,4    | 9        | 13,9     |
| Record de froid (°C) date du record   | −13 1980 | −13 1989 | −4 2009 | −3 1975 | −1 1985 | 1 1980  | 3 1984  | 2 1980  | −2 2017 | −6 1971 | −9 1985 | −18 1972 | −18 1972 |
| Record de chaleur (°C) date du record | 18 1981  | 23 2016  | 23 2018 | 28 1987 | 28 1992 | 37 2021 | 30 2004 | 32 2018 | 33 1974 | 31 1987 | 22 1969 | 19 2004  | 37 2021  |
| Précipitations (mm)                   | 305,8    | 197,1    | 221,2   | 172,5   | 90,2    | 65,5    | 25,7    | 41,4    | 67,6    | 208,3   | 290,3   | 308,6    | 1 994,2  |
| dont neige (cm)                       | 0        | 0,1      | 0       | 0       | 0       | 0       | 0       | 0       | 0       | 0       | 0       | 0        | 0,1      |
| Nombre de jours avec précipitations   | 23,3     | 18,1     | 23,1    | 20,7    | 15,6    | 13,9    | 10,8    | 12,3    | 12,4    | 18,9    | 21,2    | 23,9     | 214,2    |
| Nombre de jours avec neige            | 0        | 0,07     | 0       | 0       | 0       | 0       | 0       | 0       | 0       | 0       | 0       | 0        | 0,07     |

| Diagramme climatique                                  |              |              |              |             |             |            |              |             |              |              |           |
| J                                                     | F            | M            | A            | M           | J           | J          | A            | S           | O            | N            | D         |
| 9,32,2305,8                                           | 10,21,9197,1 | 11,32,9221,2 | 12,84,6172,5 | 14,97,390,2 | 16,79,465,5 | 18,41125,7 | 19,210,941,4 | 18,98,867,6 | 15,45,7208,3 | 11,43,4290,3 | 92,1308,6 |
| Moyennes : • Temp. maxi et mini °C • Précipitation mm |              |              |              |             |             |            |              |             |              |              |           |